# Alignment (biologie)
Alignment (někdy ekvivalentně sekvenční alignment) je základní bioinformatický nástroj, spočívající v seřazení dvou i více sekvencí DNA, RNA nebo proteinu pod sebe tak, aby odpovídající si nukleotidové báze či aminokyselinové zbytky ležely pod sebou. Pro krátké a/nebo velmi podobné sekvence je možné vytvořit alignment ručně, alignment delších a méně podobných sekvencí je obvykle vytvářen počítačem za použití specializovaných algoritmů. Cílem alignmentu je nalézt ve srovnávaných sekvencích podobné úseky, které mohou poukazovat na jejich sekvenční, strukturní či funkční příbuznost.

## Příklad alignmentu
Alignment pro dvě sekvence DNA (např. actcgaatc, aatcgtggatc) by mohl vypadat takto:
```
-actcg--aatc
aa-tcgtggatc
```

Sekvence jsou seřazeny tak, aby co nejvíce shodných bází leželo ve stejném sloupci, a to za použití co nejmenšího počtu mezer. Mezery, zde reprezentované znakem (-) představují inzerce či delece nukleotidů, ke kterým došlo v průběhu evoluce. Oproti tomu neshody jsou pozůstatkem bodových mutací, tedy jednonukleotidových záměn.

## Metody tvorby alignmentu

### Globální a lokální alignment
Metoda globálního alignmentu pracuje se srovnávanými sekvencemi jako s celky a snaží se nalézt co nejlepší shodu napříč celou délkou sekvencí. Z tohoto důvodu je vhodnější globální alignment použít pro srovnávání podobně dlouhých sekvencí s vysokou mírou podobnosti. Typickým algoritmem globálního alignmentu je Algoritmus Needleman-Wunsch.
Lokální alignment je naopak vhodnější použít v tom případě, že se porovnávané sekvence liší délkou a nejsou si sekvenčně příliš podobné. Tato metoda hledá oblasti nejvyšší podobnosti v obou sekvencích a zarovnává je bez ohledu na sekvence jako celky. Pomocí lokálního alignmentu je tudíž možné i v málo podobných sekvencích nalézt úseky s vysokou mírou shody, což může poukazovat na jejich funkční důležitost. Vysoce biologicky významné sekvence (např. sekvence kódující aktivní místo enzymu) se totiž v průběhu evoluce mění méně často než jiné části nukleových kyselin či proteinů. Jedním z nejznámějších algoritmů lokálního alignmentu je Algoritmus Smith-Waterman.

### Dot plot
Metoda Dot plot je nejjednodušším a nejzákladnějším způsobem, jak alignment provést, přičemž pro krátké sekvence je možné si vystačit s tužkou a čtverečkovaným papírem. Jde o grafické srovnání dvou sekvencí v podobě tabulky, kde jedna sekvence leží na horizontální a druhá na vertikální ose. Srovnání sekvencí je provedeno tak, že postupně pro každý prvek obou sekvencí postupujeme řádkem (sloupcem) ve kterém leží a zaznamenáváme (kolečkem, křížkem...) shody s druhou sekvencí. Tedy například takto:
|   | P | R | A | L | E | S | N | I | Č | K | A |
| K |   |   |   |   |   |   |   |   |   | X |   |
| O |   |   |   |   |   |   |   |   |   |   |   |
| L |   |   |   | X |   |   |   |   |   |   |   |
| E |   |   |   |   | X |   |   |   |   |   |   |
| S |   |   |   |   |   | X |   |   |   |   |   |
| O |   |   |   |   |   |   |   |   |   |   |   |

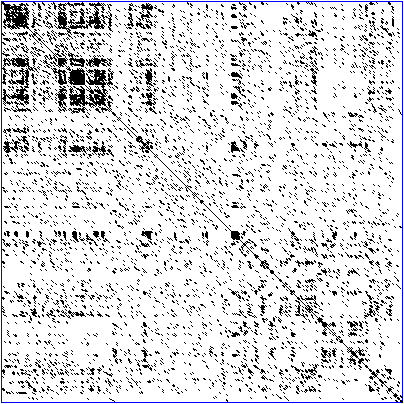
Příklad použití metody Dot plot k porovnání dvou stejných sekvencí lidského transkripčního faktoru obsahujícího doménu Zinc-fingers

Analýzou Dot plotu je možné získat informace o místech největší shody obou sekvencí. Nevýhodou této metody je značný podíl šumu, který je nejvýznamnější při srovnávání nukleotidových sekvencí, které mají pouze čtyři možné znaky a tak je pravděpodobnost náhodné shody 1/4.

### Dynamické programování
Dynamické programování je matematické odvětví, které nachází použití i v bioinformatice. Tato metoda tvorby alignmentu je podobná Dot plotu, využívá ale skórovacích tabulek (např. PAM, BLOSUM) a zavádí srážku za mezeru (gap penalty).
Mezi algoritmy dynamického programování patří rovněž oba výše zmíněné algoritmy, tedy Needleman-Wunsch a Smith-Waterman.